# كريس زيلكا
كريس زيلكا (بالإنجليزية: Chris Zylka)‏ (ولد في 9 مايو 1985) هو ممثل أمريكي ظهر في عدد من الأفلام والمسلسلات منها هانا مونتانا وعشرة اشياء اكرهها.

## فيلموغرافيا
| العنوان                       | السنة     | دور            | ملاحظة |
| ----------------------------- | --------- | -------------- | --- |
| 90210                         | 2008      | Jason          | Season 1, episode 10: "Games People Play"                                                                             |
| كل شخص يكره كريس              | 2008–2009 | Recurring role | - Season 1, episodes 1, 10 and 22: - "Everybody Hates James", "Everybody Hates Big Bird", "Everybody Hates Tattaglia" |
| هانا مونتانا                  | 2009      | Gabe Lamotti   | - Season 3, episodes 11 and 14: - "Knock Knock Knockin' On Jackson's Head", "Promma Mia"                              |
| Cougar Town                   | 2009      | BJ             | Season 1, episode 1: "Pilot"                                                                                          |
| زيك و لوثر                    | 2009–2010 | Doyce Pluck    | - Seasons 1 and 2, episodes: - "Not My Sister's Keeper", "Pluck Hunting"                                              |
| 10 أشياء أكرهها بشأنك (مسلسل) | 2009–2010 | Joey Donner    | Season 1, recurring role, 16 episodes                                                                                 |
| الدائرة السرية (مسلسل)        | 2011–2012 | Jake Armstrong | series regular |
| قصة رعب أمريكية               | 2012      | Daniel         | |

 
2012
Brigg Jenner

| عنوان                            | عام  | دور           | ملاحظة |
| -------------------------------- | ---- | ------------- | ------ |
| The People I've Slept With       | 2009 | Mr. Hottie    |        |
| My Super Psycho Sweet 16         | 2009 | Brigg Jenner  |        |
| Kaboom                           | 2010 | Thor          |        |
| My Super Psycho Sweet 16: Part 2 | 2010 | Brigg Jenner  |        |
| Shark Night 3D                   | 2011 | Blake Hammond |        |
| Teen Spirit                      | 2011 | Nick          |        |
| بيرانا ثري دي دي                 | 2012 | Kyle          |        |
| الرجل العنكبوت المذهل (فيلم)     | 2012 | فلاش طومسون   |        |

## وصلات خارجية
- كريس زيلكا على موقع IMDb (الإنجليزية)
- كريس زيلكا على موقع روتن توميتوز (الإنجليزية)
- كريس زيلكا على موقع ألو سيني (الفرنسية)
- كريس زيلكا على موقع أول موفي (الإنجليزية)
- كريس زيلكا على موقع قاعدة بيانات الأفلام السويدية (السويدية)
- كريس زيلكا على موقع قاعدة بيانات الفيلم (الإنجليزية)
- كريس زيلكا على موقع كينوبويسك (الروسية)